# Donoratico
Donoratico è una frazione del comune italiano di Castagneto Carducci, nella provincia di Livorno, in Toscana.

## Geografia fisica

### Territorio
Donoratico è situata nell'immediato retroterra del litorale ligure-tirrenico, nella Maremma livornese, a pochi chilometri dalla spiaggia di Marina di Castagneto Carducci, che per questo motivo è nota anche come Marina di Donoratico.
La frazione dista circa 5 km dal capoluogo comunale.

### Clima
Dati:
| Donoratico         | Gen  | Feb  | Mar  | Apr  | Mag  | Giu  | Lug  | Ago  | Set  | Ott  | Nov  | Dic  |
| ------------------ | ---- | ---- | ---- | ---- | ---- | ---- | ---- | ---- | ---- | ---- | ---- | ---- |
| T. max. media (°C) | 12,8 | 13,7 | 16,6 | 19,8 | 23,5 | 27,7 | 31,3 | 31,2 | 27,4 | 22,6 | 17,5 | 13,7 |
| T. min. media (°C) | 3,9  | 4,7  | 6,5  | 9,2  | 12,4 | 15,4 | 18,0 | 18,2 | 15,3 | 11,7 | 7,9  | 4,8  |

## Storia
La frazione è sorta nella prima metà del XIX secolo quando il conte Guido Alberto Della Gherardesca dette vita, nella località allora nota come Bambolo, ad una serie di nuclei abitati, composti perlopiù da poderi abitati da coloni, che portavano il nome di Campo Colonnello, Campo Lupinaio, Campo Menabuoi e Mandriacce. Il paese si sviluppò a partire dal 1863, anno in cui fu inaugurata la ferrovia Livorno-Follonica e costruita la stazione ferroviaria del Bambolo, che anziché sorgere nella località Bambolo propriamente detta (poco a nord dell'attuale centro abitato), fu eretta per volere dei conti Della Gherardesca presso la loro proprietà delle Mandriacce: fu proprio dalle Mandriacce che iniziò lo sviluppo dell'attuale paese di Donoratico. 
Con la costruzione della prima scuola (1902), del primo pozzo (1911), della chiesa (1929) e con l'arrivo della luce elettrica (1921), l'allora villaggio di coloni aveva ormai assunto una fisionomia tale da essere riconosciuto come moderno paese rurale: fu così elevato a frazione nel 1923, con il nome di Bambolo. Nel 1935 fu inaugurata la casa del fascio. Soltanto nel 1938 avvenne il cambio di denominazione in Donoratico, dal nome del vicino castello medievale.

## Monumenti e luoghi d'interesse

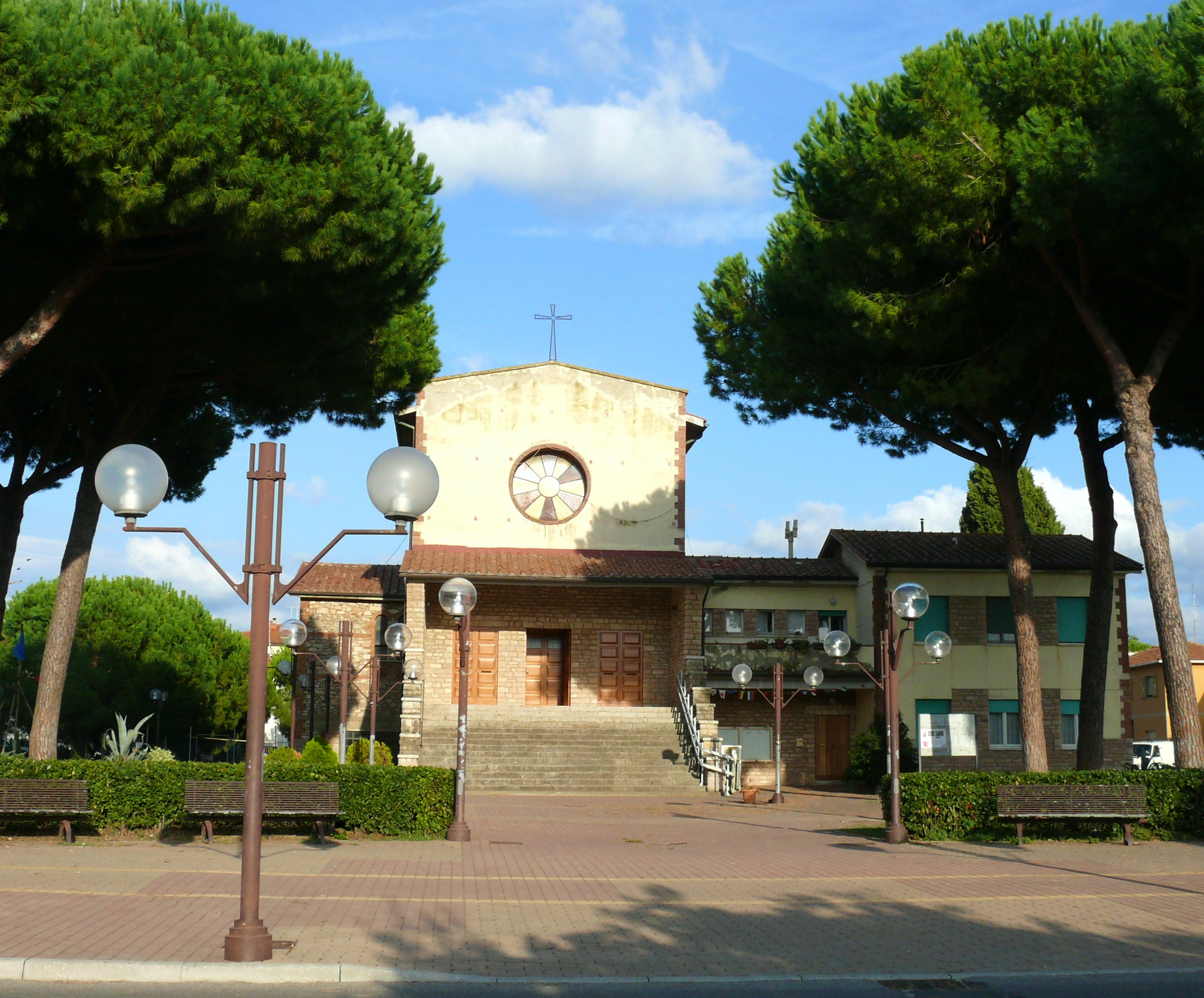
La chiesa di San Bernardo abate

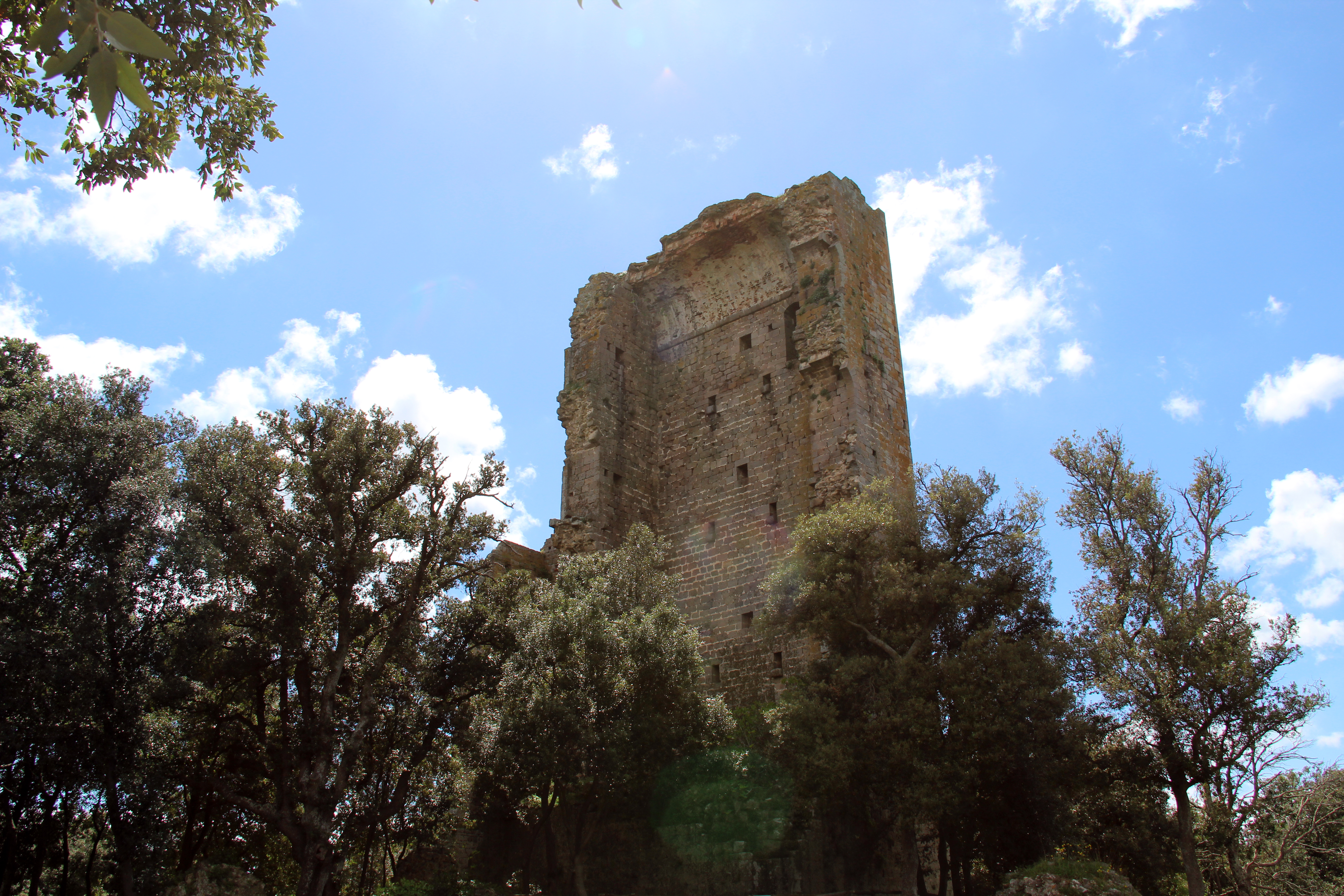
I ruderi del castello di Donoratico

### Architetture religiose
- Chiesa di San Bernardo abate, chiesa parrocchiale della frazione, è stata costruita nel 1954.[4]
- Cappella di Cristo Re, piccola cappella situata nell'asilo Bambino Gesù, ha ereditato il titolo della scomparsa "chiesa vecchia" di Donoratico. La chiesa vecchia era stata costruita sullo stesso luogo nel 1929: fino ad allora le funzioni religiose erano state svolte nel podere Mandriacce e successivamente presso la locanda Roma. Tuttavia, i lavori non furono mai conclusi e la chiesa rimase per anni incompiuta, nonostante continuasse ad essere frequentata dalla popolazione e intitolata al Cristo Re. Divenuta pericolante durante la guerra, il titolo di Cristo Re fu trasferito presso la "Friggera", ex fabbrica di sardine. La struttura della chiesa fu poi demolita e sul posto è stato costruito l'asilo infantile.[4]
- Cappella della Villa Serristori, piccola cappella rurale ottocentesca situata nella proprietà di Villa Serristori, costruita nel 1660.

### Architetture militari
- Castello di Donoratico: si erge, isolato e suggestivo, su un'altura dalla quale emerge ancora la struttura della torre.

## Società

### Evoluzione demografica
Quella che segue è l'evoluzione demografica della frazione di Donoratico. Sono indicati gli abitanti del centro abitato e dove è possibile è inserita la cifra riferita all'intero territorio della frazione.
| Anno | Abitanti       | Abitanti |
| Anno | Centro abitato | Frazione |
| ---- | -------------- | -------- |
| 1921 | -              | 2 608    |
| 1931 | -              | 2 975    |
| 1981 | 4 093          | 5 416    |
| 2001 | 4 980          | -        |
| 2011 | 5 046          | -        |

## Infrastrutture e trasporti

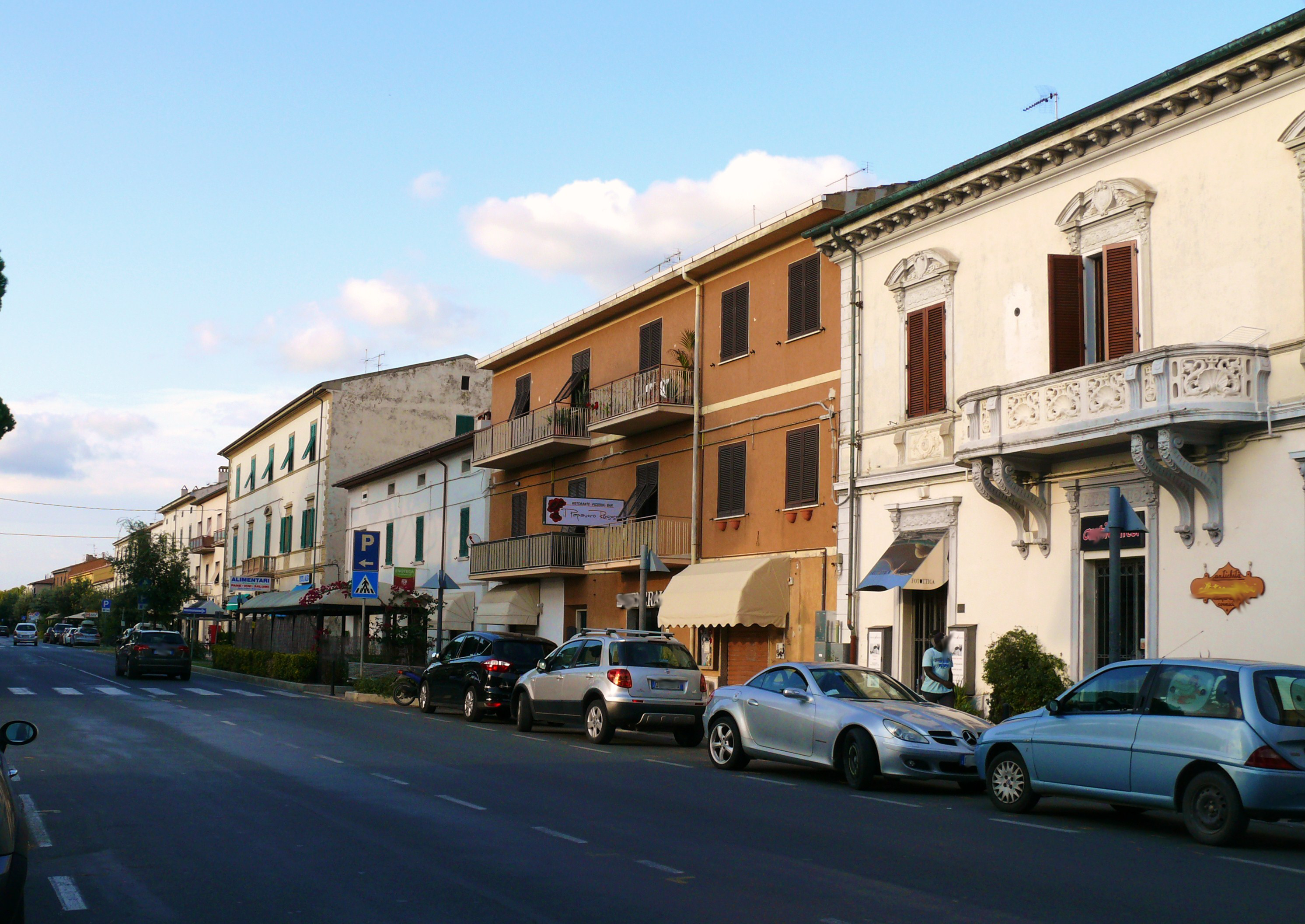
Passeggiata sulla vecchia Aurelia

### Strade
- Variante Aurelia (uscita Donoratico)

### Ferrovie
- Ferrovia Tirrenica
  - Stazione di Castagneto Carducci-Donoratico